# 真朝ユヅキ
真朝 ユヅキ（まあさ ゆづき、1989年7月22日 - ）は、日本の小説家。京都府在住。作者によると、京都は「憧れ」だったらしい。
山口県立大津高等学校在学中に、初めての投稿作品だった『波乱万丈☆青春生き残りゲーム ―魔王殿下と勇者の私―』で2005年度ノベル大賞佳作受賞。現役高校生作家としてコバルト文庫よりデビュー。

## 人物
趣味は読書、ネットサーフィン、イラスト作成、カラオケ。

## 作品
すべて集英社コバルト文庫刊。
- 魔王サマと勇者の私（イラスト:柄本基克）
  - 魔王サマと勇者の私
  - 魔王サマと勇者の私―外交官はじめました
  - 魔王サマと勇者の私―海賊のススメ
- トワイライト・ロマンス　公爵様の花嫁（イラスト：武若丸）